# Montebello della Battaglia
Montebello della Battaglia (Mumbèl in dialetto oltrepadano) è un comune italiano di 1 453 abitanti della provincia di Pavia in Lombardia.

## Geografia fisica
Si trova nell'Oltrepò Pavese, al limite della pianura, presso la ex statale Padana Inferiore (Lo Stradone per i locali) e lo sbocco in pianura della valle del torrente Coppa. Oltre al centro abitato, suddiviso fra il nucleo originale sito sulla collina (detto Montebello alto) e quello più recente ai piedi della stessa (chiamato Il Borgo), Montebello comprende otto frazioni: Borra, Casalino, Cerreto, Fogliarina, Genestrello, Molinara, Pantaleone e Sgarbina.
La densità abitativa è di 91,61 abitanti per chilometro quadrato (la densità media dell'Oltrepò è di 119 ab/km²).
Il centro abitato è attraversato dal 45º parallelo, la linea equidistante fra il Polo nord e l'Equatore.

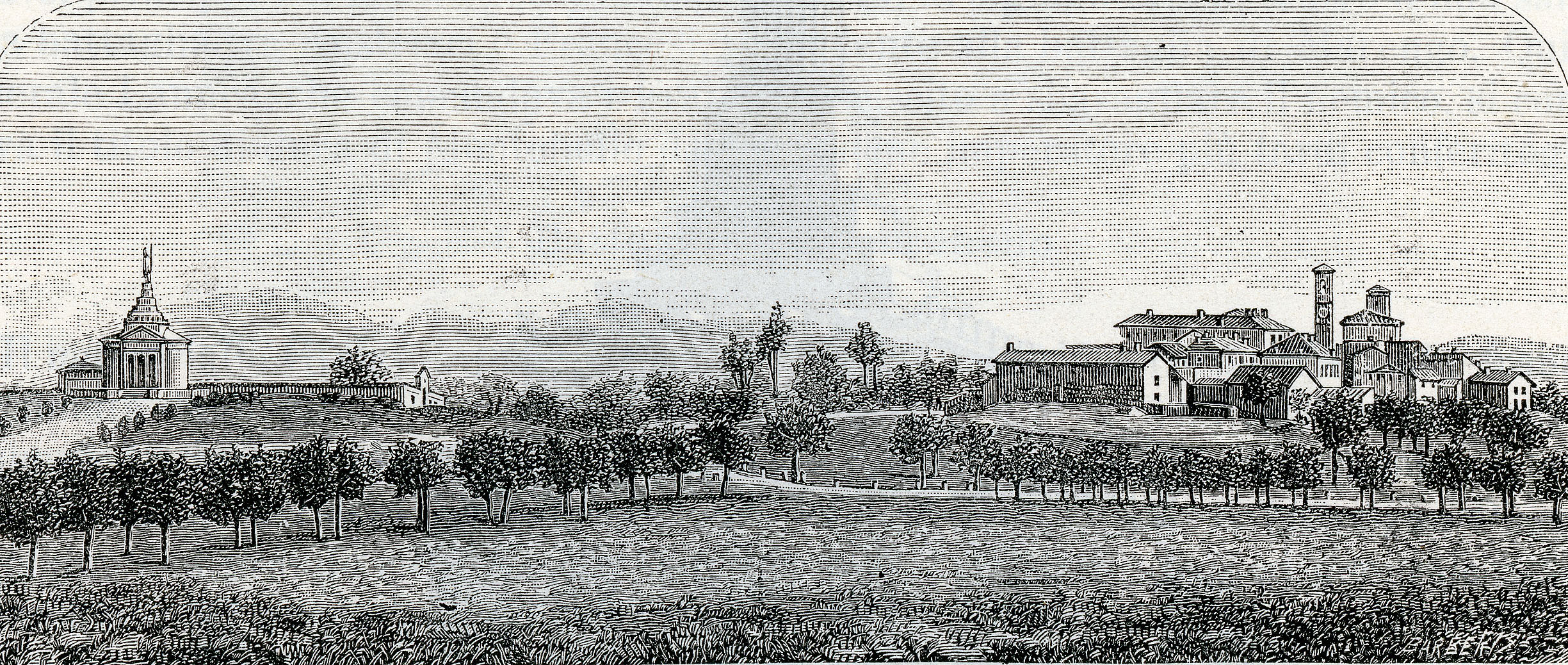
Veduta del paese da nord-ovest (xilografia di Barberis, 1890).

## Storia
Nell'antichità a Montebello si trovava un insediamento romano, probabilmente una villa dipendente dalla vicina città di Clastidium (l'odierna Casteggio).
Il nome di Montebello ha probabilmente origine dall'ubicazione del paese in cima ad una collina o dal latino Mons Belli ("monte della guerra"), con riferimento alla Battaglia di Clastidium del 222 a.C., raccontata nell'omonima tragedia Clastidium di Nevio e descritta dettagliatamente da Polibio.
L'origine dell'abitato è strettamente collegata alla corte carolingia di Ceresola (appartenente all'abbazia di Sant'Ambrogio di Milano), il cui centro si trovava presso Verretto ma il cui territorio comprendeva in tutto o in parte quello di Montebello. Questo nacque probabilmente come castrum a difesa della corte, e venne dotato della chiesa di San Gervasio e Protasio, la cui dedicazione riporta evidentemente a Sant'Ambrogio (nella cui basilica milanese riposano i due martiri). Come castellani e signori locali di Montebello appaiono poco dopo i de Montebello.
Il toponimo compare per la prima volta nella bolla di papa Urbano II del 29 giugno 1094. Il cavaliere Uberto e i propri parenti, probabilmente appartenenti ai de Montebello sopra citati, donarono all'ordine Benedettino dei terreni e la preesistente chiesa romanica dedicata ai santi Gervasio e Protasio sorta attorno all'anno 1000 nel castello di Montebello, con la condizione che fosse posta sotto la protezione del Papato. Con tale bolla il pontefice confermò all'abate Alberto i privilegi promessi.
L'edificio venne quindi trasformato in monastero, attorno al quale si andò formando il paese, che assunse presto notevole importanza. Il monastero ricevette ampie donazioni nei secoli seguenti, divenendo il maggior possidente locale.
Nel 1164 Montebello fu assegnato da Federico I Barbarossa insieme ad altre terre che appartenevano a Piacenza (ma anche a Tortona e Milano) alla città di Pavia, rimanendo però nella diocesi piacentina. Nel 1175 gli eserciti della Lega Lombarda e di Federico si stavano per scontrare nei pressi di Montebello, ma si raggiunse un momentaneo armistizio (pace di Montebello) che rinviava il confronto all'anno dopo (Battaglia di Legnano).
In quest'epoca appare la famiglia pavese Delconte (da non confondersi con i de Montebello), nel ruolo di advocati del Monasterium Montisbelli di San Gervaso e Protaso, che diverrà la casata più importante del paese, mentre gli antichi signori de Montebello a poco a poco scompaiono (le due famiglie sono citate distintamente in un documento del 1181).
Il 2 febbraio 1256 frate Rubaldo Delconte fondò, attraverso la donazione di edifici e terreni nel borgo del paese al Collegio dei Notai di Pavia, l'ospedale Santa Caterina per i pellegrini diretti a Roma e Santiago di Compostela e affidandone ad esso l'amministrazione. Proprio questo affidamento portò nel tempo alla costruzione di numerose ville signorili di campagna.
In diversi documenti dal 1259 al 1273 i Delconte risultano come i signori di Montebello, diventandone di fatto i primi feudatari.
Il declino della famiglia Delconte iniziò con il passaggio del feudo sotto l'egida dei Visconti del Ducato di Milano, che nel 1469 insignì la famiglia Beccaria del titolo di Conti di Montebello e che quindi ottenne tutti i possedimenti, compresi i resti del castello che nel 1494 non esisteva già più con funzione difensiva. I Beccaria divennero così i nuovi feudatari del paese.
Sul finire del 1484, nel monastero di Montebello ai Benedettini si sostituirono i padri Gerolamini, che lo trovarono in condizioni rovinose; il monastero fu poi soppresso nel 1782.
Nell'atto di apprensione dalla camera ducale di Milano del 9 agosto 1535 il feudo di Montebello comprendeva anche Verretto, Castelletto Po, Cantalupo e Regalia verso Bressana Bottarone, Borgo Priolo e Torre del Monte, Barisonzo (frazione di Torrazza Coste), Ca de Guerci, Donelasco, Golferenzo, Retorbido, Montecalvo, Volpara e Rocca de Giorgi.
Nel 1542 Galeazzo Beccaria venne confermato feudatario di Montebello ma nel 1631 la morte del conte Claudio segnò l'estinzione della famiglia e il feudo fu acquistato dallo spagnolo Rodrigo de Orozco y Ribera, I marchese di Mortara.
Nel 1634 Montebello fu censito per fini fiscali come appartenente all'Oltrepò fra le terre del Principato di Pavia.
In seguito, in virtù delle nozze della figlia del nuovo feudatario, Violante de Orozco, con il diplomatico e scrittore portoghese Félix Machado de Silva y Castro (1595-1662), Montebello pervenne alla famiglia Machado. Nel 1630 Filippo IV di Spagna creò il titolo di "Marchese di Mortara", di cui Félix Machado de Silva y Castro fu il primo titolare. In questo periodo la popolazione del feudo era composta da 563 famiglie, di cui sessanta a Montebello, quaranta a Torre del Monte, trenta a Golferenzo, trenta a Volpara, quaranta a Donelasco, quattro a Borgo Priolo, otto a Barisonzo e trentadue a Castelletto.
Nel 1650 il feudo fu scorporato con la vendita delle terre di Montecalvo, Volpara, Golferenzo, Soriasco, Torre del Monte, Ca de Guerci e Borgo Priolo al marchese Gerolamo Dal Pozzo. Nel 1682 António Félix Machado da Silva e Castro vendette le terre rimanenti di Montebello, Verretto, Cantalupo e Castelletto a Paolo Spinola Doria III marchese di Los Balbases e duca di Sesto, genovese naturalizzato spagnolo che fu governatore di Milano, la cui famiglia tenne il feudo fino all'abolizione del feudalesimo nel 1797.
Il 13 settembre 1743, con il trattato di Worms, Montebello e tutto l'Oltrepò entrarono a far parte del Regno di Sardegna ed in particolare della provincia di Voghera, passando così sotto il controllo dei Savoia.
Nella battaglia avvenuta a Montebello il 9 giugno 1800, i Francesi al comando dei generali Lannes e Victor vi sconfissero gli Austriaci guidati dal generale Ott. Per questa vittoria il generale Lannes fu insignito nel 1808 del titolo di Duca di Montebello.
Nel 1817 le parrocchie di Montebello e Genestrello passarono dalla diocesi di Piacenza a quella di Tortona.
Nel 1818 a Montebello fu aggregato il piccolo comune di Canova Ghiringhelli (anticamente nota come Casa de' Ghiringhelli), all'estremità settentrionale del territorio, che non aveva mai fatto parte in precedenza del feudo di Montebello. Il 9 aprile dello stesso anno qui nacque padre Luigi Celestino Spelta, dell'Ordine dei Frati Minori Osservanti Riformati, vescovo di Tespia e vicario apostolico di Hupeh (o Hu-pè) dal 17 settembre 1848, poi dal 24 gennaio 1860 visitatore apostolico dell'Impero di Cina e regni adiacenti.
Nel 1824 don Pietro Martire Beccaria Giorgi vendette molte proprietà appartenenti al monastero al Collegio Gesuitico di Genova; i Gesuiti rimasero a Montebello fino alla loro cacciata dal regno.
Il 20 maggio 1859, nel corso della seconda guerra di indipendenza, a Montebello fu combattuta  un'altra celebre battaglia, preludio dell'unificazione d'Italia, durante la quale la cavalleria sardo-piemontese agli ordini del colonnello Maurizio Gerbaix de Sonnaz e la fanteria francese guidata dal generale Élie Frédéric Forey costrinsero le forze austriache del generale Philipp von Stadion und Thannhausen a ritirarsi oltre il Po. Con il Decreto Rattazzi dello stesso anno Montebello passò sotto la Provincia di Pavia, mandamento XII di Casteggio, circondario IV di Voghera.
Con l'avvento della rivoluzione industriale a Montebello fu fondata a metà dell'Ottocento una fornace poi "Mole Patrone" in località Fornace che diede stimolo alla trasformazione dei gruppi di braccianti e piccoli artigiani in maestranze industriali. Ciò fece nascere anche la necessità di tutelare questi nuovi attori della scena sociale ed economica; così nel 1879 venne fondata da Pippo Venco la Società Operaia e Agricola di Mutuo Soccorso (SOAMS). La costruzione della sede (conosciuta come "Salone") iniziò nel 1907 con il progetto dell'ingegnere Vandoni e l'inaugurazione avvenne nel 1913. Il merito della società fu oltre all'attività mutualistica anche quello di fornire un punto di riferimento per la vita sociale attraverso l'organizzazione di spettacoli, raduni, feste e balli.
Nel dopoguerra venne avviato un processo di edificazione che iniziò con la costruzione nel 1922 del nuovo edificio comunale con annesse scuole, trasferendoli così dal palazzo affacciato sul palazzo della Chiesa (la parte verso il Monumento al Cavalleggero di proprietà del comune, la parte restante dei Baroni De Ghislanzoni) che ne fu la sede a partire dal 1851. Questo fu inaugurato il 20 maggio 1924. Dello stesso periodo la realizzazione di viale Rimembranza. Sempre nel 1924 il marchese Gianni Lomellini, dopo aver lasciato il paese per divergenze politiche, vendette la villa alla società "Comm. Quirici Gerolamo e Figlio" di Rivanazzano, la quale dopo aver sopraelevato le dipendenze di un piano, portandole così ad altezza maggiore della villa, vi insediò una filanda. Nel 1932 Don Orione acquistò il complesso per trasformarlo in seminario.
Negli anni venti il paese fu dotato di rete per la distribuzione della corrente elettrica.
Tra il 1927 e il 1928 l'ufficio araldico romano assegnò a Montebello lo stemma della famiglia Delconte, che ne erano stati i primi feudatari.
Nel 1948 iniziarono i lavori per realizzazione dell'acquedotto comunale, seguiti nel 1960 e nel 1962 da quelli di asfaltatura delle strade e di metanizzazione rispettivamente.
In ricordo della battaglia di Montebello del 1859, con Decreto del presidente della Repubblica 21 gennaio 1958, n. 145 il comune di Montebello ricevette la nuova denominazione di "Montebello della Battaglia".
Nel luogo dove si svolse la battaglia si trova l'Ossario "Bell'Italia"; è possibile visitarlo tutti gli anni la domenica prima del 20 maggio, quando per ricordare lo scontro si svolge un corteo al quale partecipano anche i Lancieri di Montebello.

### Simboli
Lo stemma è stato concesso con regio decreto del 22 settembre 1927.
Il gonfalone, concesso con D.P.R. del 24 novembre 1983, è un drappo partito di verde e di bianco.

## Monumenti e luoghi di interesse

### Architetture religiose

#### Chiesa dei Santi Gervasio e Protasio
La chiesa e il monastero ad essa associato secondo gli storici sono stati donati, assieme ad altri terreni circostanti, dalla famiglia Delconte ai monaci benedettini che ne hanno avuto il controllo fino 1484. Si crede che la chiesa esistesse già prima dell'arrivo dei Benedettini. Ma dal 1484, anno dell'arrivo dei Gerolamini, il monastero subì delle ricostruzioni che furono concluse nel 1666. A questa data risale il cedimento strutturale di una parte dell'edificio che ha portato alla costruzione di una nuova chiesa grazie ai fondi trovati dal generale dell'ordine dei Gerolamini, padre Floriano Marcellini, il quale assegnò il lavoro all'architetto Martino Taddei. Si possono notare alcune differenze rispetto alla chiesa antica, più piccola e provvista di due cappelle per ogni lato, ciascuna dotata di un altare in laterizio. Dal punto di vista storico, due sono le date da ricordare come fondamentali per l'edificio: il giorno 20 ottobre del 1647, durante il quale le truppe del principe Tommaso di Savoia saccheggiarono la cittadina, e l'anno 1686, quando fu portata la reliquia di San Felicissimo da Roma. L'inaugurazione ufficiale della chiesa avvenne nell'estate del 1675, ma i lavori di restauro si protrassero anche dopo il 1680.

#### Cappella Lomellini
La cappella fu fatta erigere nel 1890 dal Marchese Giò Batta Lomellini, quando il precedente cimitero che si trovava dietro all'ossario Bell'Italia fu trasferito nella posizione attuale. Per la realizzazione della cappella furono utilizzate parti provenienti dal Lazzaretto di Milano, quali le decorazioni in cotto presenti lungo gli archi, attorno al portale con timpano e sotto la copertura a cassettoni in legno, come testimoniato da una lastra di marmo del pavimento.
Di proprietà del comune dal 1993, fu restaurata nel 1997.

#### Chiesa di Santa Maria in Loretana
La chiesa sita nella frazione di Genestrello è di impianto cinquecentesco ed è databile intorno al 1480. Presenta un'unica navata con quattro campate con volta a crociera. Gli edifici annessi sono adibiti ad uso di abitazione e presentano soffitti lignei.
Fu costruita in seguito a eventi miracolosi che si verificarono dove il pittore Domenico Bonvicini dipinse su due pilastri le immagini della Madonna Lauretana e di San Francesco rispettivamente. Nel 1608 il Marchese Cosimo Lunati fece costruire una cappella all'interno della quale si trovava il pilastro raffigurante la Madonna, ingaggiando anche un cappellano per celebrare le funzioni, in contrasto però con le norme del tempo poiché sarebbe spettato ai frati Gerolamini dare tale autorizzazione in quanto il territorio apparteneva alla parrocchia di Montebello. Non riuscendo Padre Nazario Sassi, priore del monastero di Montebello, il parroco e il Marchese Lunati a raggiungere un accordo, nel 1625 quest'ultimo si rivolse direttamente al Vescovo di Piacenza a all'Ordine dei Gerolamini, chiedendo l'autorizzazione a istituire una parrocchia autonoma e impegnandosi al suo sostentamento. Nacque così la Parrocchia di Genestrello.
Nel 1626 la cappella venne ampliata, anche per far fronte ai segni di cedimento dovuti ad un terreno ricco di acqua; i lavori furono affidati all'impresario Antonio de Melchioni su progetto dell'ingegnere pavese Giovanni Domenico Lobia e furono completati nel 1627. Nel 1677 il pilastro con l'immagine della Madonna fu sostituito con una statua in marmo. Nel 1826 nuovi lavori di restauro resi necessari dalle infiltrazioni di umidità furono finanziati dal Marchese Antonio Lunati. Il campanile originariamente posto sopra la sagrestia fu ricostruito nel 1848 nella posizione attuale dal parroco Don Antonio Maiocchi e accresciuto in altezza dotandolo di una terza campana proveniente dall'oratorio del Marchese Bellisomi.
I lavori di restauro si ripeterono anche nel 1933 e negli anni cinquanta e sessanta quando l'ultimo parroco Don Bruno Rolandi, su finanziamento della famiglia Mazza, fece erigere il portichetto all'ingresso e commissionò il rifacimento del pavimento e di alcuni affreschi.

#### Cimitero di Genestrello
Al momento dell'istituzione della parrocchia di Genestrello, avvenuta nel 1626, vennero costruite ulteriori tre stanze sottostanti all'oratorio che andavano ad aggiungersi a quella preesistenze riservata alla famiglia patronale che furono adibite a cimitero così come era uso dell'epoca. Questa la struttura così come riportato nel 1761 da monsignor Pietro Cristiani:
Intanto nel 1824 vennero promulgate le Regie Patenti che obbligavano i comuni a costruire i cimiteri al di fuori dei centri abitati. Le pratiche inerenti al cimitero di Genestrello iniziarono solo nel 1832, trovando l'opposizione del Marchese Antonio Lunati, in disaccordo con l'interpretazione comunale secondo la quale tutte le spese avrebbero dovuto essere sostenute da lui in quanto assuntosi l'onere della nomina del parroco e del sostentamento della parrocchia di Genestrello. Il contenzioso fu quindi portato di fronte al Ministero dell'Interno di Torino; solo il 1º giugno 1835 la Regia Intendenza di Voghera comunicò all'amministrazione comunale la decisione del Ministero di assegnare le spese a intero carico del comune, tenuto anche conto della disponibilità del Marchese di donare il terreno denominato "la guardia" (già precedentemente scelto dall'amministrazione) e posizionato sull'omonima collinetta. L'incarico di redigere il progetto del cimitero fu assegnato solo nel 1836 al sindaco ing. Beccaria e l'appalto per la costruzione fu assegnata al capomastro Pietro Zucchi, genero di Alessandro Marchesi, già agente del marchese Lunati e precedente sindaco. L'opera fu terminata il 2 novembre 1836 e consacrata il 30 novembre; la prima inumazione avvenne il 13 luglio 1837. Il camposanto cadde in disuso nel 1936. Nel 1973 la contessa Peppi Coardi di Carpeneto Mazza (detta "La Signora") fece costruire un muretto perimetrale e porre una lapide commemorativa.
1721 - 1936

La vita non è tolta ma trasformata

I nostri cari ci amano dal cielo

Come ci hanno amati sulla Terra

Preghiamo per loro

Riordinato A. D. 1973»
L'anno 1721 riportato sulla lapide è un errore, in quanto il camposanto fu consacrato soltanto alla fine del 1836.

### Architetture civili
- Castello Beccaria
- Palazzo Bellisomi (“Castello Rosso”, 1747)
- Palazzo Dal Pozzo
- Palazzo De Ghislanzoni
- Villa Gatti
- Villa Lomellini
- Villa Lunati Mazza (in frazione Genestrello)
- Villa Maresco
- Villa Veniali
- Villa Serpi
- Salone SOAMS: anticamente sede della Società Operaia e Agricola di Mutuo Soccorso, fu costruito nel 1907 e inaugurato nel 1913. Di proprietà dell'amministrazione comunale che lo restaurò nei primi anni novanta, è attualmente usato per organizzare incontri e manifestazioni.

Nel territorio comunale sono presenti anche interessanti nuclei rurali e cascine storiche, alcune in avanzate condizioni di degrado. Interessanti dal punto di vista storico e ambientale sono in particolare le cascine Ca' Nuova Ghiringhelli, Monticelli e Genestrello.
- Cascina Borra
- Cascina Casalino
- Cascina Durona
- Cascina dei Frati
- Cascina Genestrello basso
- Ca' Nuova Ghiringhelli
- Cascina Monticelli
- Cascina Prevostura
- Cascina Pozzarello
- Cascina Riccagioietta
- Cascina Roccolo
- Cascina Roveda

### Monumenti

#### Ossario "Bell'Italia"

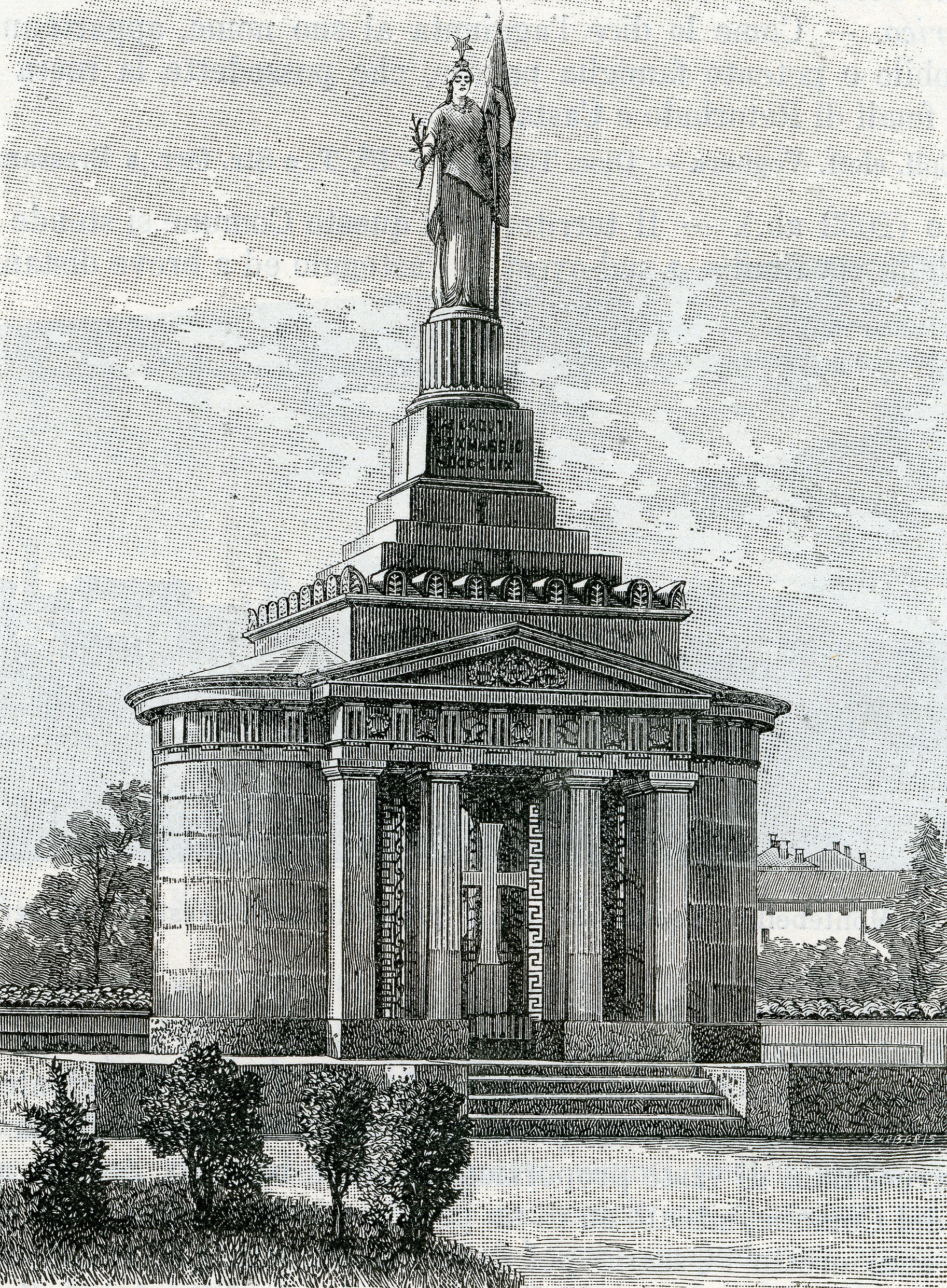
Ossario Bell'Italia (xilografia di Barberis).

L'ossario è eretto a memoria dei caduti della battaglia di Montebello del 20 maggio 1859 presso l'antico cimitero e contiene le spoglie dei soldati morti nel conflitto. Il camposanto fu trasferito nel 1890 e nel 1958, in occasione del centenario della battaglia, al suo posto dove avvenne lo scontro, è stato realizzato il "Parco Lancieri di Montebello". Il monumento fu progettato dallo scultore milanese Egidio Pozzi in forma di tempietto greco di stile dorico e realizzato in pietra di Verona. Venne inaugurato il 20 maggio 1882 da Tommaso di Savoia, allora Duca di Genova, e completato nel 1906 con l'aggiunta di ulteriori gradoni a quello preesistente alla base. Soprannominato "(la) Bell'Italia" dagli abitanti del paese con riferimento alla statua posta in cima raffigurante l'Italia, la leggenda vuole che il volto della scultura riproduca le fattezze della moglie dell'artista, la montebellese Severina Minoprio. Fu restaurato nel 2009 in occasione del 150º anniversario dell'Unità d'Italia.

#### Monumento commemorativo Prima Guerra Mondiale
Il monumento, voluto dal marchese Gianni Lomellini, fu realizzato su progetto del Barone ing. Giuseppe Bagatti Valsecchi e collocato inizialmente sul piazzale della parrocchia. Fu inaugurato il 27 giugno 1920 durante una cerimonia violentemente contestata da gruppi socio-anarchici; rimase sulla piazza fino al 1959 quando in occasione del centenario della battaglia di Montebello venne spostato nel Parco Lancieri di Montebello.

#### Il Cavalleggero
La statua, inaugurata il 20 maggio 1868, fu realizzata dallo scultore milanese Giovanni Bellora per commemorare i tre reggimento di cavalleria sardo-piemontese che presero parte allo scontro del 1859. Il monumento, realizzato in marmo di Carrara, sorge in Piazza Indipendenza e raffigura un ufficiale del Reggimento Cavalleggeri di Novara che impugna con la mano destra una sciabola e con l’altra lo stendardo. Sulla base sono riportate le seguenti parole:

### Altro

#### Viale Rimembranza
È il viale alberato realizzato nel 1924 che dalla Bell'Italia porta verso l'alto borgo. Ai bordi della strada, in corrispondenza dei tigli, sono piantate le targhe in bronzo commemorative dei montebellesi caduti durante la prima guerra mondiale. Ad essi è anche dedicato il monumento commemorativo all'interno del Parco Lancieri di Montebello.

#### Gli Scaloni
Gli scaloni sono strutture in pietra, sasso e terra battuta che collegano i diversi livelli del paese seguendo la massima pendenza della collina.
Uno scalone è intitolato al generale Georges Beuret, deceduto nella battaglia del 20 maggio 1859; l'altro è dedicato al generale di corpo d'armata Ettore Galliani, nato a Pavia nel 1884, morto a Debra Berhan nel 1939 e sepolto ad Addis Abeba.

## Società

### Evoluzione demografica
Abitanti censiti

## Economia
Il territorio di Montebello della Battaglia è ricompreso per circa metà della sua superficie nella pianura e per l'altra metà nella prima collina dell'Oltrepò, ossia fra le aree più fertili della Lombardia e con alto valore economico dei suoli agricoli. Ciò consente all'agricoltura (in particolare alla viticoltura) di mantenere un'importanza strategica nell'economia locale. Molti vini prodotti nelle valli adiacenti sono considerati tra i più pregiati della Pianura Padana e tra i migliori d'Italia.
A metà Ottocento venne costruita in località Fornace una fornace poi diventata "Mole Patrone", che diede impulso alla trasformazione dei braccianti e artigiani in piccole maestranze industriali.
Di notevole rilevanza il settore terziario. Nel 1974 fu realizzato sul territorio comunale il supermercato Carrefour, all'interno del quale molti montebellesi prima dediti ad attività agricole o operaie trovarono impiego. Questo però comportò anche la fine delle piccole attività commerciali e botteghe del paese. Il supermercato si è poi espanso fino ai giorni nostri diventando l'Iper Centro Commerciale Montebello, con rilievo a livello regionale, che rappresenta la principale risorsa economica del paese.
Negli anni seguenti, l'area è stata ulteriormente ampliata con nuove attività commerciali e d'intrattenimento, tra cui un cinema multisala all'avanguardia, fast foods, ristoranti etnici e negozi di abbigliamento. Sono presenti molti negozi tech specializzati che hanno dato uno slancio significativo ad aumentare l'interesse per soluzioni tecnologicamente avanzate (sistemi IoT per l'agricoltura, sistemi di monitoraggio meteo, meccanica di precisione) in una realtà storicamente più orientata all'agricoltura tradizionale e al commercio.
Di notevole rilevanza anche il tessuto della PMI, con nuove piccole realtà nel settore della produzione alimentare, vitivinicola e dell'ospitalità.

## Amministrazione
Segue l'elenco delle amministrazioni comunali dal 1985 ad oggi:
| Periodo        | Periodo        | Primo cittadino    | Partito      | Carica  | Note                      |
| -------------- | -------------- | ------------------ | ------------ | ------- | ------------------------- |
| 23 giugno 1985 | 24 maggio 1990 | Bruno Fiori        | PSI          | Sindaco | Scadenza naturale mandato |
| 24 maggio 1990 | 24 aprile 1995 | Piero Bevilacqua   | Lista civica | Sindaco | Scadenza naturale mandato |
| 24 aprile 1995 | 14 giugno 1999 | Piero Bevilacqua   | Lista civica | Sindaco | Scadenza naturale mandato |
| 14 giugno 1999 | 14 giugno 2004 | Piero Bevilacqua   | Lista civica | Sindaco | Scadenza naturale mandato |
| 14 giugno 2004 | 8 giugno 2009  | Fabrizio Marchetti | Lista civica | Sindaco | Scadenza naturale mandato |
| 8 giugno 2009  | 26 maggio 2014 | Fabrizio Marchetti | Lista civica | Sindaco | Scadenza naturale mandato |
| 26 maggio 2014 | 26 maggio 2019 | Andrea Mariani     | Lista civica | Sindaco | Scadenza naturale mandato |
| 26 maggio 2019 | in carica      | Andrea Mariani     | Lista civica | Sindaco |                           |

### Gemellaggi
- Palestro, dal 1984